# Острогожская крепость
Острогожская крепость — крепость Белгородской черты, основанная в 1652 году на реке Тихая Сосна и ставшая ядром-основой города Острогожска.

## История
Место для будущей крепости близ устья реки Острогощи было предложено ещё в 1636 году, поскольку здесь проходил Кальмиусский шлях, по которому совершались крымско-ногайские набеги на Русь. Однако к строительству приступили лишь в 1652 году. Им руководил воевода Фёдор Юрьевич Арсеньев, прежде строивший соседний Ольшанск. Строительство началось в июле и было завершено к ноябрю. Помимо русских служилых людей из разных городов в Острогожске поселили около тысячи малороссийских казаков во главе с полковником Иваном Зеньковским. В целом крепость отвечала за 20-километровый участок Белгородской черты между Ольшанском и Коротояком.
В 1670 году вследствие измены Зеньковского крепость была взята участниками Разинского восстания во главе с атаманом Фёдором Колчевым, которые утопили в реке воеводу Василия Мезенцева и подьячего И. Горелкова. Однако вскоре в результате заговора Колчев, Зеньковский и ряд других повстанцев были схвачены и казнены.
Деревянные стены и башни Острогожской крепости прекратили существование в первой половине XVIII века. Вероятно, они сгорели во время большого пожара 1709 года. Тем не менее, город сохранял некоторое военное значение вплоть до екатерининских времён. Земляной вал был в этот период срыт в связи с перестройкой города по новому регулярному плану. Каких-либо следов Острогожской крепости не сохранилось. Стоявшие в бывшем Острогожском кремле кирпичные церкви, заменившие деревянные, были снесены уже после Великой Отечественной войны. В Острогожском краеведческом музее им. И.Н. Крамского экспонируется макет Острогожской крепости.

## Описание
Острогожская крепость в плане представляла неправильную трапецию. С одной стороны её защищала Тихая Сосна, с трёх других — ров длиной 692 м, глубиной и шириной по 4,3 м. По его наружному краю стоял дубовый частик. Крепость окружала острожная стена протяжённостью 1033 м с обламами и кроватями, которую венчали девять башен: Московская, Острогощенская, Коротоякская, Пыточная, Троицкая, Сосенская, Тайницкая, Водяная и Мериновская. Московская, Коротоякская, Троицкая и Водяная башни имели проездные ворота. Самая высокая из башен — шестигранная проездная Московская — поднималась в высоту на 42 м, с неё хорошо просматривались окрестности. Внутри крепости высилась Троицкая соборная церковь. Помимо неё в крепости были съезжая изба с тюрьмой, воеводский двор, пороховой погреб и прочие казённые постройки. Позднее в крепости Пятницкий девичий монастырь с церквами Св. Параскевы Пятницы и Успения Богородицы, а также возвели Покровскую церковь. Вокруг крепости со временем образовались слободы, которые впоследствии обнесили линией надолб длиной 4260 м. В 1699 году их заменили земляным валом, упиравшимся в берега Тихой Сосны западнее и восточнее крепости. С западной стороны насыпали ещё один вал для защиты разросшейся слободы Новой сотни длиной 1,6 км. На валах срубили 32 башни.